# Clostridium felsineum
Clostridium felsineum è una specie di batterio appartenente alla famiglia delle Clostridiaceae.